# Doug Peace
Douglas C. "Doug" Peace (4 de abril de 1919 — 12 de dezembro de 2000) foi um ciclista canadense que competia em provas de pista. Ele representou o Canadá nos Jogos Olímpicos de Verão de 1936, em Berlim.